# Ambroise (évêque)
Pour les articles homonymes, voir Ambroise.
Ambroise (russe : Амвросий, né Andreï Antipovitch Ornatski, russe : Андрей Антипович Орнатский, en 1778, district de Tcherepovets, gouvernement de Novgorod, et mort le 26 décembre 1827 [7 janvier 1828] à Kirillov, gouvernement de Novgorod) est un évêque et historien de l'Église orthodoxe russe. Il est l'auteur d'une Histoire de la hiérarchie russe en 7 tomes, très détaillée. Il a été higoumène du monastère Saint-Antoine de Novgorod et recteur du séminaire orthodoxe de Novgorod (1808), higoumène du monastère Saint-Georges de Novgorod (1811), higoumène du monastère Novospasski de Moscou (1812), évêque de Staraïa Roussa, vicaire de la métropole de Novgorod (1816), évêque de Penza et de Saratov (1819-1825), chevalier de l’Ordre de Sainte-Anne (2e classe).

## Famille et éducation
Il naît à Tchoud’ dans la famille du diacre Antipas Grigoriev et d'Akoulina Makarova, fille de diacre elle-même. Dans sa famille, il fut le premier à entrer au séminaire et à l'académie théologique et à porter le nom Ornatski qu’il reçut dans ces établissements (jusqu'au XIXe siècle le clergé russe n'avait pas de noms de famille).
En 1792, il finit le séminaire théologique de Kirillov, puis l’Académie théologique de Saint-Pétersbourg (1800). Par la suite, il enseigne au séminaire théologique de Novgorod.

## L’historien et l’évêque
Le 16 juillet 1805, André prononce ses vœux monastiques et prend le nom d’Ambroise. Il traduit du latin un travail inédit composé dans les années 1730. Il corrige son essai à l’aide des chroniques russes et des documents de H. H. Bantych-Kamenski. En mars 1812, Ambroise est nommé higoumène du monastère Saint-Antoine de Novgorod et dans le même temps préside le comité de censure théologique. Au début de 1813, il travaille sur le rapport sur La rénovation des monastères moscovites endommagés par les Français (« возобновлению московских монастырей, поврежденных французами »).
Au milieu de toutes ces activités, il complète une des œuvres de référence pour l'histoire de l’Église en Russie, l’Histoire de la hiérarchie russe (« Istoriya Rossiïskoï iérarkhii ») commencée par Eugène (Bolkhovitinov). Le septième tome paraît en 1815.
Le 9 novembre 1819, il est nommé évêque de Penza et de Saratov, mais le 11 janvier 1825, il présente sa démission « avec la permission de séjourner au monastère Saint-Cyrille de Beloozero ». Elle est acceptée et le Saint-Synode lui octroie une pension de 2000 roubles par an pour son activité passée.
Il meurt le 26 décembre 1827 (7 janvier 1828) et est enterré dans l’église de la Dormition du monastère Saint-Cyrille de Beloozero.

## Œuvres
- Histoire de la hiérarchie russe (« Istoriya Rossiïskoï iérarkhii »), Moscou, 1811-1815

## Sources
- (ru) Cet article est partiellement ou en totalité issu de l’article de Wikipédia en russe intitulé « Амвросий (Орнатский) » (voir la liste des auteurs).